# Magnus Jøndal

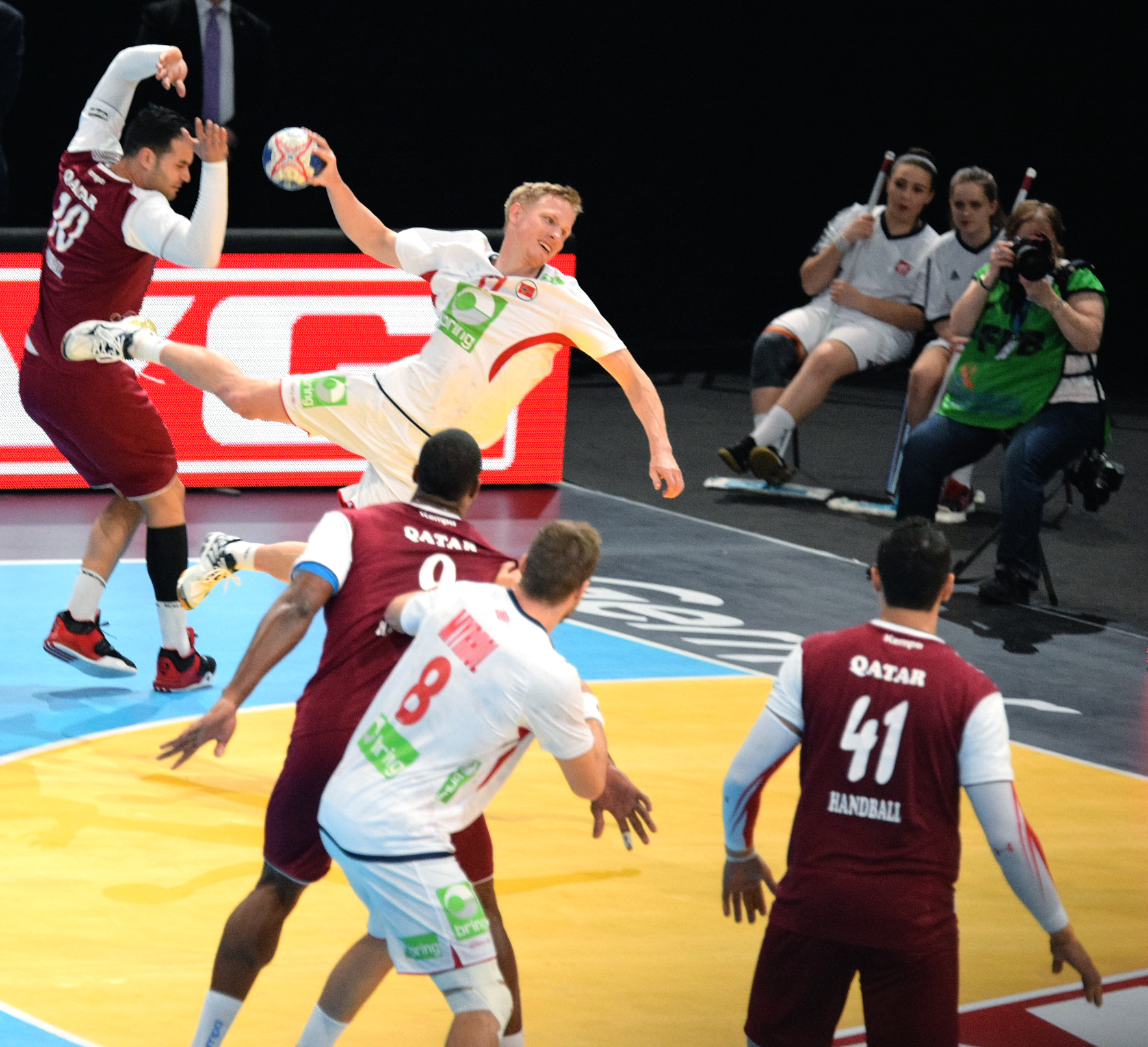
Magnus Jøndal beim Sprungwurf

Magnus Jøndal (* 7. Februar 1988 in Lørenskog) ist ein ehemaliger Handballspieler aus Norwegen.
Der 1,85 Meter große Außenspieler stand ab 2014 bei ØIF Arendal unter Vertrag. Zuvor spielte er bei Tomter IL, Ski IL Håndball und Follo HK. Ab dem Sommer 2016 lief er für den dänischen Erstligisten GOG Håndbold auf. Zur Saison 2018/19 wechselte er zum deutschen Verein SG Flensburg-Handewitt. Mit der SG Flensburg-Handewitt gewann er 2019 die deutsche Meisterschaft. Nach der Saison 2020/21 beendete er seine Karriere.
Für die norwegische Nationalmannschaft bestritt Magnus Jøndal 177 Länderspiele, in denen er 577 Tore warf; er stand bereits im erweiterten Aufgebot für die Weltmeisterschaft 2011. Mit Norwegen wurde er 2017 und 2019 Vize-Weltmeister. Bei der WM 2019 und der EM 2020 wurde er in das All-Star-Team gewählt. Mit Norwegen nahm er zum Abschluss seiner Karriere an den Olympischen Spielen in Tokio teil.